# Taraxacum carneocoloratum
Taraxacum carneocoloratum là một loài thực vật có hoa trong họ Cúc. Loài này được A.Nelson miêu tả khoa học đầu tiên năm 1945.